# Ripkeniella petrophila
Ripkeniella petrophila is een slakkensoort uit de familie van de Cochlicellidae. De wetenschappelijke naam van de soort is voor het eerst geldig gepubliceerd in 1998 door Hutterer & E. Gittenberger.